# Dialekt arbaryjski
Dialekt arbaryjski – dialekt języka albańskiego, używany przez Arboreszów zamieszkujących południowe Włochy. Wywodzi się on od dialektu toskijskiego, na którym opiera się współczesny język literacki Albanii.
Dialekt arbaryjski zaczął się kształtować w XV i XVI wieku na skutek ucieczki Albańczyków na Półwysep Apeniński, spowodowanej zajęciem ziem albańskich przez Imperium Osmańskie.